# Джени Ерпенбек
Джени Ерпенбек (на немски: Jenny Erpenbeck) е германска писателка и режисьорка, авторка на романи, разкази и пиеси.

## Биография
Джени Ерпенбек е родена в Източен Берлин. Баща ѝ е физик, философ и писател, а майка ѝ е преводачка от арабски език.
Джени полага гимназиална матура през 1985 г. в Берлин и завършва двугодишно обучение за книговезец. После работи в театри като реквизиторка и гардеробиерка.
От 1988 до 1990 г. следва театрознание в Хумболтовия университет, Берлин. През 1990 г. променя специалността си и записва режисура за музикален театър във Висшето музикално училище „Ханс Айслер“, където се обучава и при Хайнер Мюлер.

## Творчество
През 1994 г. Джени Ерпенбек завършва успешно следването си с постановка на операта „Замъкът на херцога Синята брада“ от Бела Барток. Работи като асистент-режисьор в операта на Грац. През 1997 г. започва собствени постановки с монодрамата „Очакване“ от Арнолд Шьонберг. Поставя и своята пиеса „Котките имат седем живота“.
Като режисьор на свободна практика след 1998 г. Ерпенбек поставя сценични произведения в различни театри на Германия и Австрия – операта „Орфей“ от Монтеверди в Аахен, пасторала „Ацис и Галатея“ от Хендел в Държавната опера Берлин и операта „Заиде“ от Моцарт в Нюрнберг/Ерланген.
Наред с работата си като режисьор-постановчик Джени Ерпенбек развива през 90-те години и писателска дейността, като създава прозаични творби и театрални пиеси. През 1999 г. излиза дебютната ѝ новела „История за старото дете“, през 2001 г. – сборникът с разкази „Танд“, през 2004 г. романът „Речник“, а през 2008 г. – романът „Проклятието“.

## Признание
През април 2013 г. Ерпенбек получава наградата „Йозеф Брайтбах“ за цялостното си творчество, в което според журито „са обединени художествена правдивост с високо изкуство на формата, езикова красота и пресъздаваща мощ, която във всеки миг ни кара да изпитваме състрадание и съчувствие“.
Джени Ерпенбек е член на Академията на науките и литературата в Майнц, както и на немския ПЕН клуб.
Нейни творби са преведени на български, датски, английски, френски, гръцки, иврит, нидерландски, норвежки, шведски, словенски, испански, унгарски, японски, корейски, литовски, полски, румънски, арабски, италиански и естонски.
Живее със съпруга си и сина им в Берлин.

## Награди и отличия
- 2001: „Награда Ингеборг Бахман“ (награда на журито)[6]
- 2001: mehrere Aufenthaltsstipendien (Ledig Rowohlt House in New York, Künstlerhaus Schloss Wiepersdorf)
- 2004: GEDOK-Literaturförderpreis
- 2006: „Награда Инзелшрайбер“, Зюлт
- 2008: „Литературна награда на Золотурн“
- 2008: „Награда Хаймито фон Додерер“
- 2008: Hertha Koenig-Literaturpreis
- 2009: „Награда на ЛитераТур Норд“
- 2010: Literaturpreis der Stahlstiftung Eisenhüttenstadt
- 2013: Mitglied der Deutschen Akademie für Sprache und Dichtung
- 2013: „Награда Шубарт“[7]
- 2013: „Евангелистка награда за книга“ für Aller Tage Abend
- 2013: „Награда Йозеф Брайтбах“ за цялостно творчество
- 2013: „Награда Томас Валентин“ на град Липщат
- 2013: Poetik-Professur an der Universität Bamberg
- 2013: „Литературна награда „Вер.ди“ на Берлин-Бранденбург“
- 2014: „Награда Ханс Фалада“
- 2014: Heinrich-Heine-Gastdozentur[8]
- 2015: Independent Foreign Fiction Prize[9]
- 2015: Mitglied der Akademie der Wissenschaften und der Literatur Mainz
- 2016: „Награда Валтер Хазенклевер“
- 2016: „Награда Томас Ман“[10] на град Любек
- 2016: Shortlist des International DUBLIN Literary Award mit The End of Days
- 2017: Premio Strega Europeo
- 2017: „Федерален орден за заслуги“
- 2018: New York Times Notable Book List 2018 – Go. Went, Gone (английски превод на Gehen, ging, gegangen)
- 2019: „Узедомска литературна награда“
- 2019: Premi Libreter (Katalonien) за Gehen, ging, gegangen (каталунски превод от Marta Pera Cucurell)
- 2019: Heimsuchung (в превод на английски) auf der Guardian-Liste „100 Best Books of the 21st Century“
- 2021: Lee-Hochul-Literaturpreis für den Frieden, insbes. für Aller Tage Abend (vgl. Lee Ho-chol)[11]
- 2022: „Награда Уве Йонзон“ за Kairos
- 2023: Internationaler Stefan-Heym-Preis[12]
- 2024: International Booker Prize за Kairos, übers. von Michael Hofmann[13][14]